# Putnam County, Ohio
Putnam County är ett administrativt område i delstaten Ohio, USA, med 34 499 invånare. Den administrativa huvudorten (county seat) är Ottawa.

## Geografi
Enligt United States Census Bureau har countyt en total area på 1 254 km². 1 253 km² av den arean är land och 1 km² är vatten.      

### Angränsande countyn
- Henry County - norr
- Hancock County - öst
- Allen County - söder
- Van Wert County - sydväst
- Paulding County - väst
- Defiance County - nordväst
- Wood County - nordöst